# Chelostoma californicum
Chelostoma californicum är en biart som beskrevs av Cresson 1878. Chelostoma californicum ingår i släktet blomsovarbin, och familjen buksamlarbin. Inga underarter finns listade i Catalogue of Life.